# (500833) 2013 GD137
(500833) 2013 GD137, também escrito como (500833) 2013 GD137, é um objeto transnetuniano que está localizado no cinturão de Kuiper, uma região do Sistema Solar. Este corpo celeste é classificado como um plutino, pois, o mesmo está em uma ressonância orbital de 2:3 com o planeta Netuno. Ele possui uma magnitude absoluta de 8,3 e tem um diâmetro estimado de 96 quilômetros.

## Descoberta
(500833) 2013 GD137 foi descoberto no dia 4 de abril de 2013 pelo Outer Solar System Origins Survey.

## Órbita
A órbita de (500833) 2013 GD137 tem uma excentricidade de 0,109 e possui um semieixo maior de 39,609 UA. O seu periélio leva o mesmo a uma distância de 35,295 UA em relação ao Sol e seu afélio a 43,924 UA.